# Melitaea evanescens
Melitaea evanescens är en fjärilsart som beskrevs av Otto Staudinger 1886. Melitaea evanescens ingår i släktet Melitaea och familjen praktfjärilar. Inga underarter finns listade i Catalogue of Life.